# Supercoppa svizzera (pallacanestro) 2020
La Supercoppa svizzera 2020 fu la 6ª edizione di Supercoppa svizzera di pallacanestro maschile.

## Tabellino
| Arbitri: | Sébastien Clivaz Jean-Philippe Herbert Grégoire Pillet |

|                                                 |            |                               |
| Jackson 18 Garrett 16 Barnette, Morris, Zinn 10 | Punti      | 18 Derksen 11 Ivanov 10 Kovac |
| Solcà 4                                         | Assist     | 7 Sabeckis                    |
| Barnette 8                                      | Rimbalzi   | 7 Ivanov                      |
| Petar Aleksić                                   | Allenatori | Andrej Štimac                 |

| Quintetto titolare | Quintetto titolare | Quintetto titolare | Pt   | Rim  | Ass  |
| ------------------ | ------------------ | ------------------ | ---- | ---- | ---- |
| PG                 | 5                  | Marquis Jackson    | 18   | 4    | 2    |
| P                  | 13                 | Robert Zinn        | 10   | 0    | 3    |
| A                  | 0                  | Sean Barnette      | 10   | 8    | 1    |
| AC                 | 0                  | Arnaud Cotture     | 0    | 4    | 0    |
| C                  | 8                  | Brandon Garrett    | 16   | 6    | 1    |
| Panchina:          |                    |                    |      |      |      |
| A                  | 6                  | Paul Gravet        | 7    | 4    | 0    |
| A                  | 7                  | Dom Morris         | 10   | 4    | 3    |
| P                  | 21                 | Yuri Solcà         | 0    | 2    | 4    |
| C                  | 12                 | Alexander Hart     | 0    | 1    | 0    |
| AG                 | 17                 | Dylan Schommer     | n.e. | n.e. | n.e. |
| G                  | 2                  | Luka Langura       | n.e. | n.e. | n.e. |
| AG                 | 25                 | Kevin Martina      | n.e. | n.e. | n.e. |
| Allenatore:        |                    |                    |      |      |      |
| Petar Aleksić      |                    |                    |      |      |      |

| Fribourg Olympic |  | Lions de Genève |

| Fribourg Olympic | Statistiche        | Lions de Genève |
| ---------------- | ------------------ | --------------- |
|                  | Statistiche        |                 |
| 22/43 (51.2%)    | Tiro da 2          | 16/40 (40.0%)   |
| 5/16 (31.2%)     | Tiro da 3          | 4/14 (28.6%)    |
| 12/13 (92.3%)    | Tiri liberi        | 14/20 (70.0%)   |
| 7                | Rimbalzi offensivi | 7               |
| 26               | Rimbalzi difensivi | 20              |
| 33               | Rimbalzi totali    | 27              |
| 14               | Assist             | 12              |
| 11               | Palle perse        | 10              |
| 5                | Palle rubate       | 4               |
| 5                | Stoppate           | 3               |
| 23               | Falli              | 19              |

| Quintetto titolare | Quintetto titolare | Quintetto titolare | Pt   | Rim  | Ass  |
| ------------------ | ------------------ | ------------------ | ---- | ---- | ---- |
| P                  | 3                  | Donatas Sabeckis   | 6    | 3    | 7    |
| GA                 | 0                  | Tim Derksen        | 18   | 4    | 1    |
| GA                 | 14                 | Roberto Kovac      | 10   | 2    | 0    |
| AG                 | 6                  | Ive Ivanov         | 11   | 7    | 1    |
| AC                 | 1                  | Michel-Ofik Nzege  | 4    | 6    | 1    |
| Panchina:          |                    |                    |      |      |      |
| P                  | 4                  | Jérémy Jaunin      | 0    | 0    | 2    |
| AG                 | 34                 | Brandon Kuba       | 0    | 1    | 0    |
| C                  | 13                 | Eric Adams         | 6    | 2    | 0    |
| A                  | 8                  | Mikaël Maruotto    | 3    | 2    | 0    |
| PG                 | 2                  | Mohamed Chabouh    | n.e. | n.e. | n.e. |
| PG                 | 17                 | Augustin Lacroix   | n.e. | n.e. | n.e. |
| Allenatore:        |                    |                    |      |      |      |
| Andrej Štimac      |                    |                    |      |      |      |

| Supercup 2020              |
| -------------------------- |
| Fribourg Olympic 2º titolo |